# 贝滕多夫 (艾奥瓦州)
贝滕多夫（Bettendorf）是美国艾奥瓦州斯科特县的一座城市。根據2010年美國人口普查，此地於2015年7月時的人口大約為35,505人。